# Kaidun
Kaidun è una meteorite caduta il 3 dicembre 1980 in una base militare sovietica in prossimità del villaggio di Al-Khuraybah nello Yemen. Osservato ancora nella fase di attraversamento dell'atmosfera, raggiunse il suolo un oggetto monolitico dal peso di circa 2 kg, dei quali 841 g inviati all'Accademia delle Scienze Sovietica.

## Composizione e classificazione
Classificata come una condrite carbonacea di tipo CR2, presenta caratteristiche mineralogiche complesse che hanno generato qualche confusione riguardo alla sua origine.
La meteorite si compone di una breccia condritica polimittica. La breccia non è omogenea, ma contiene numerose inclusioni. Il costituente principale è associato alle condriti carbonacee: inizialmente classificata come una CV2, fu in seguito corretta in CR2. Altri costituenti importanti sono classificati come C1, CM1 e C3, ma ci sono tracce di materiali molto più esotici come EL3 e varie condriti EH. Nella meteorite sono stati individuate complessivamente 60 specie minerali, di cui alcune (quali la florenskyite - FeTiP) assenti sulla superficie terrestre.
Tra le scoperte più sconcertanti, vi è l'individuazione di due inclusioni di rocce sedimentarie clastiche alcaline che si originano durante processi di differenziazione planetaria profonda (tracce analoghe sono state trovate solo in un'altra meteorite: Adzhi-Bogdo).

## Origini
Proprio la presenza di queste inclusioni ha condotto Andrei Ivanov e Michael Zolensky ad ipotizzare nel marzo del 2003 che la meteorite possa aver avuto come corpo progenitore una delle lune di Marte e più precisamente Fobos. Poiché le inclusioni sono entrate a far parte della meteorite in tempi differenti, la meteorite stessa deve essere stata in prossimità di una fonte di tali rocce, che dovrebbe essere un pianeta differenziato. Da qui, la possibilità che si tratti di Marte e che la meteorite provenga da una delle sue due lune, con Fobos più probabile rispetto a Deimos perché più vicina al pianeta.
In precedenza erano state formulate altre due teorie. Una ipotizzava che la meteorite potesse provenire da un corpo progenitore carbonaceo di grandi dimensioni, quale è Cerere, l'altra che potesse provenire da un corpo minore caratterizzato da un'orbita molto eccentrica, che l'avrebbe portata ad attraversare ampie porzioni del Sistema solare in formazione, raccogliendo così i minerali di cui si compone. Ivanov e Zolensky osservano per altro come questo secondo scenario trovi alcune somiglianze con una delle ipotesi sulla formazione di Fobos.